# Николаевская церковь в Затоне
Николаевская церковь в Затоне (кит. 江北圣尼古拉堂) — несохранившаяся русская православная церковь в Харбине, Китай.

## История
Приход в Затоне основан 28 января 1923 года по инициативе протоиерея Михаила Рогожина, поскольку «до того времени Затон представлял базу сектантства и безбожия».
Вначале был освящён временный храм в железнодорожной школе. С приходом на КВЖД советской администрации церковь один год находилась в наёмном помещении. В 1924 года началась постройка нового каменного храма в центре посёлка Затон на участке площадью 1500 квадратных сажен, представленном китайскими властями.
В 1925 году при помощи займа протоиерей Михаил Рогожин купил два фаршированных дома площадью в 74 квадратных сажен. В одном из них была перенесена временная церковь, а в другом открыты школы: начальное и высшее училища, где учредителем был сам Михаил Рогожин и 5 других учителей. При школе имелась Детская площадка. При школе с 1925 года открыта общественная библиотека, имевшая к началу 1930-х годов до 2000 книг разного содержания. Заботами о. Рогожина открыта бесплатная амбулатория при враче Н. И. Чурилине.
Внешний облик церкви был традиционным, однако внешний вид храма был довольно сдержанным, отличаясь малым количеством деталей — аркатурный подкарнизный поясок, полуколонны на центральном входе. Во внутреннем пространстве храма был обустроен иконостас из 20 икон. Настенные росписи выполнил художник-иконописец Николай Задорожный. Композицию «Тайная Вечеря» выполнил Пётр Задорожный. В 1928 году состоялось торжественное освящение новопостроенного храма. В ограде церкви был выстроен флигель для псаломщика и сторожа.
Священник Николай Падерин в своих воспоминаниях о церковной жизни Харбина относит Николаевский храм в Затоне к церквам, которые имели «обычное приходское назначение как очаги духовной жизни».
Постоянные наводнения вели к постепенному разрушению несущих конструкций. Отсутствовали средства на ремонт церкви. В 1955 году богослужения в храме прекратились из за отъезда прихожан и священников. Храм при этом не был закрыт, а только законсервирован с сохранением икон и утвари. В 1962 году протоиерей Николай Стариков вывез в Австралию все иконы иконостаса храма и некоторую церковную утварь. Эти иконы и утварь украсили храм святого Георгия в Сиднее, созданный русскими беженцами из Китая. Впоследствии Николаевская церковь в Затоне была разобрана.

## Клир
настоятели
- Михаил Рогожин (1923—1930)
- Александр Лукин (1930—1937)
- Геннадий Красов (1937—1941)
- Константин Люстрицкий (1941—1943)
- Николай Стариков (1943—1955)

сверхштатный священник
- Алексий Поляков (1940—1942)

диаконы
- Пётр Вартминский (1933—1934)
- Аркадий Долгополов (1934—1958)
- Пётр Задорожный (1944—1952)